# Broche à tremper
 (septembre 2024).
Si vous disposez d'ouvrages ou d'articles de référence ou si vous connaissez des sites web de qualité traitant du thème abordé ici, merci de compléter l'article en donnant les références utiles à sa vérifiabilité et en les liant à la section « Notes et références ».

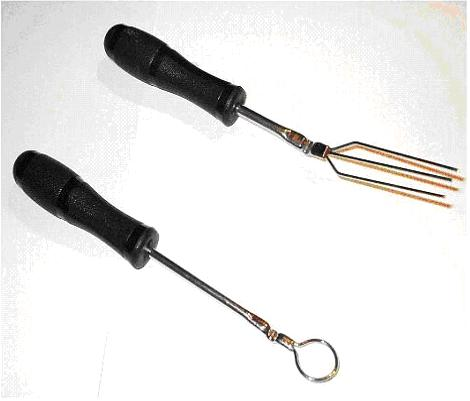
Broche et fourchette à chocolat.

Les broches à tremper, ou fourchettes à chocolat, sont des ustensiles de cuisine qui servent à tremper des préparations dans du chocolat sans laisser de trace de doigts ou des marques d'instrument.

## Description
Il peut s'agir d'une broche à forme ronde ou à spirale ou d'une fourchette à 2, 3, 4 et même une douzaine de dents pour les grosses quantités.

## Utilisation
La broche à tremper est utilisée par exemple pour les orangettes — il s'agit d'un morceau d'orange confit trempé dans le chocolat —. Aucune marque n’apparaît sur le chocolat sauf le plat de la base.